# Топольницкая, Юлия Николаевна
Ю́лия Никола́евна Топольни́цкая (род. 2 мая 1991, Ленинград) — российская актриса театра и кино.

## Биография
Родилась 2 мая 1991 года в Ленинграде в семье Николая и Надежды Топольницких.
Мать работает врачом в детском доме. Отец — частный предприниматель. Есть старший брат. С 12 лет занималась балетом и мечтала об актёрской карьере. В 2014 году окончила Санкт-Петербургскую государственную академию театрального искусства (мастерская Бориса Уварова). В 2014 начала работать в Санкт-Петербургском театре клоунады «Лицедеи» и проработала там два года (в апреле 2016 года художественный руководитель «Лицедеев» объявил всей молодой труппе, что они с ним не сошлись в творческом пути, и все были уволены). В 2015 году вместе с Алексеем Шамутило участвовала в проекте «Comedy Баттл» — пара смогла пройти только до второго тура. Вместе с ним в том же году принимала участие в украинском телешоу «Рассмеши комика» в Киеве.
Широкую известность получила в январе 2016 года, снявшись в клипе группы «Ленинград» на песню «Экспонат». На главную роль в клипе её утвердили после первой пробы. В дальнейшем снялась в клипах «Сиськи» (2016) и «Кольщик» (2017), а также появилась в видео на песню «Плохо танцевать» группы «IOWA».
В декабре 2016 года появилась в качестве приглашённого гостя в 191 выпуске шоу «Comedy Woman».
В 2017 году исполнила одну из главных ролей в комедийном сериале «Вы все меня бесите».
В 2017 году стала новой участницей комедийного шоу «Однажды в России» на телеканале «ТНТ». Также с постоянным участником шоу Азаматом Мусагалиевым они записали несколько совместных песен для шоу.
В сентябре 2023 года стала участницей второго сезона шоу «Новые Звёзды в Африке» на телеканале «ТНТ».

## Личная жизнь
В 25 лет, 6 июля 2016 года, вышла замуж за резидента «Comedy Club» Игоря Чехова, с которым предварительно состояла в отношениях 8 лет. Детей у пары нет.

## Фильмография
| Год       | Название                                         | Роль |
| --------- | ------------------------------------------------ | --- |
| 2012      | Перцы (телесериал)                               | Катя |
| 2012      | ППС 2                                            | девушка |
| 2012      | Наводчица                                        | Оксана, жена Синицына |
| 2012      | Раскалённый периметр                             | Наташа |
| 2014—2015 | Чужое гнездо                                     | Клара |
| 2015      | Полицейский участок                              | Скворцова |
| 2017      | Вы все меня бесите                               | Неля (Нинель) Суслова, единственная подруга Сони, маникюрша, мастер ногтевого сервиса |
| 2017      | Что и требовалось доказать (дело № 6 и дело № 7) | Лариса, невеста Галимова |
| 2017      | Анатомия драмы (короткометражка)                 | замужняя 1 |
| 2018      | Улётный экипаж                                   | Стефа Степанова (Румянцева), дочь владельца «Восторг Авиа», студентка Женевского университета, с 21 серии — невеста Анатолия Румянцева, с 42 серии — его жена, с 29 серии — официантка в кафе аэропорта |
| 2018      | Ни слова о любви                                 | Саша |
| 2019      | Лови момент                                      | Рита |
| 2019      | Элефант                                          | медсестра |
| 2019      | Филатов                                          | Рита |
| 2019      | 257 причин, чтобы жить                           | Аня Лебедева, коллега и беременная подруга Жени |
| 2019      | Подкидыш                                         | Ариша, няня Наташи |
| 2020      | Беспринципные                                    | Анна |
| 2020      | Окаянные дни (новелла «Вторая семья»)            | Злата, официантка, гражданская жена Александра из Подольска |
| 2020      | Все вместе                                       | Лера |
| 2020      | Хищники                                          | горничная |
| 2021      | Нефутбол                                         | Алина, правая защитница |
| 2021      | Добро пожаловать в семью                         | Елена Косицына, секретарь областной прокуратуры |
| 2021      | Катя на автомате                                 | Катя |
| 2021      | В Бореньке чего-то нет                           | Света |
| 2021      | Непреднамеренная терапия (короткометражка)       | Наташа |
| 2021      | Ле.Ген.Да                                        | Симона |
| 2022      | Моя мама — шпион                                 | Верочка |
| 2022      | Булки                                            | Оля |
| 2022      | Девушки с Макаровым (третий сезон)               | Мария, стажёр-криминалист, племянница Саламатина |
| 2023      | Вика-ураган                                      | подруга |
| 2023      | Поехавшая                                        | Казакова |
| 2023      | Дом Светофоровых                                 | Женя Сидоренко |
| 2023      | В мире домашних животных                         | ведущая |
| 2024      | Баранкины и камни силы                           | Варвара |
| 2024      | Третье сентября                                  | Юля |
| 2025      | Второй брак                                      | Арина |

## Клипы
| Год  | Артист    | Название        |
| ---- | --------- | --------------- |
| 2016 | Ленинград | Экспонат        |
| 2016 | Ленинград | Сиськи          |
| 2017 | Ленинград | Кольщик         |
| 2017 | IOWA      | Плохо танцевать |
| 2022 | Анита Цой | Цойкины рецепты |